# Gare de Saint-Michel-sur-Meurthe
Gare de Saint-Michel-sur-Meurthe – przystanek kolejowy w miejscowości Saint-Michel-sur-Meurthe, w departamencie Wogezy, w regionie Grand Est, we Francji. Jest zarządzany przez SNCF i obsługiwany przez pociągi TER Lorraine.

## Położenie
Znajduje się na linii Lunéville – Saint-Dié, na km 428,764  między stacjami Étival-Clairefontaine i Saint-Dié-des-Vosges, na wysokości 315 m n.p.m.

## Historia
Stację otwarto 15 listopada 1864 przez Compagnie des chemins de fer de l’Est, kiedy otwarto odcinek linii z Raon-l’Étape do Saint-Dié.

## Linie kolejowe
- Lunéville – Saint-Dié